# 改頭換面
《改頭換面》（英语：Out from Under），是美国女歌手布兰妮·斯皮尔斯的一首歌曲，收录于她的第6张录音室专辑《妮裳马戏团》（Circus）中。歌曲原本为电影《“反”芭比》的原声带由美国女歌手乔安娜·帕奇蒂演唱。在2008年，歌曲的作者与布兰妮和盖伊·西格斯沃思接触之后，作者建议布兰妮为自己的专辑重新灌录这首歌曲。《改頭換面》是一首软式摇滚歌曲，歌词暗指布兰妮与凯文·费德林婚姻的破裂。布兰妮以带呼吸声的声线混以原声吉他演唱了这首歌曲。
尽管歌曲未作为单曲发行，但歌曲在告示牌榜外單曲榜获得了第19名，并在瑞典排行第32。歌曲曾在MTV真人实境秀《比佛利拜金女》中播放。

## 榜单成绩
| 榜单 （2008年）                                  | 最高 排位 |
| ------------------------------------------------ | --------- |
| 瑞典 (Sverigetopplistan)                         | 32        |
| 美国 (Billboard Bubbling Under Hot 100 Singles). | 19        |

## 翻唱版本
歌曲曾被瑞典流行歌手Emilia de Poret重新填词更名为"Now Or Never"翻唱，并发行了单曲和音乐录像带。